# Pile Grove

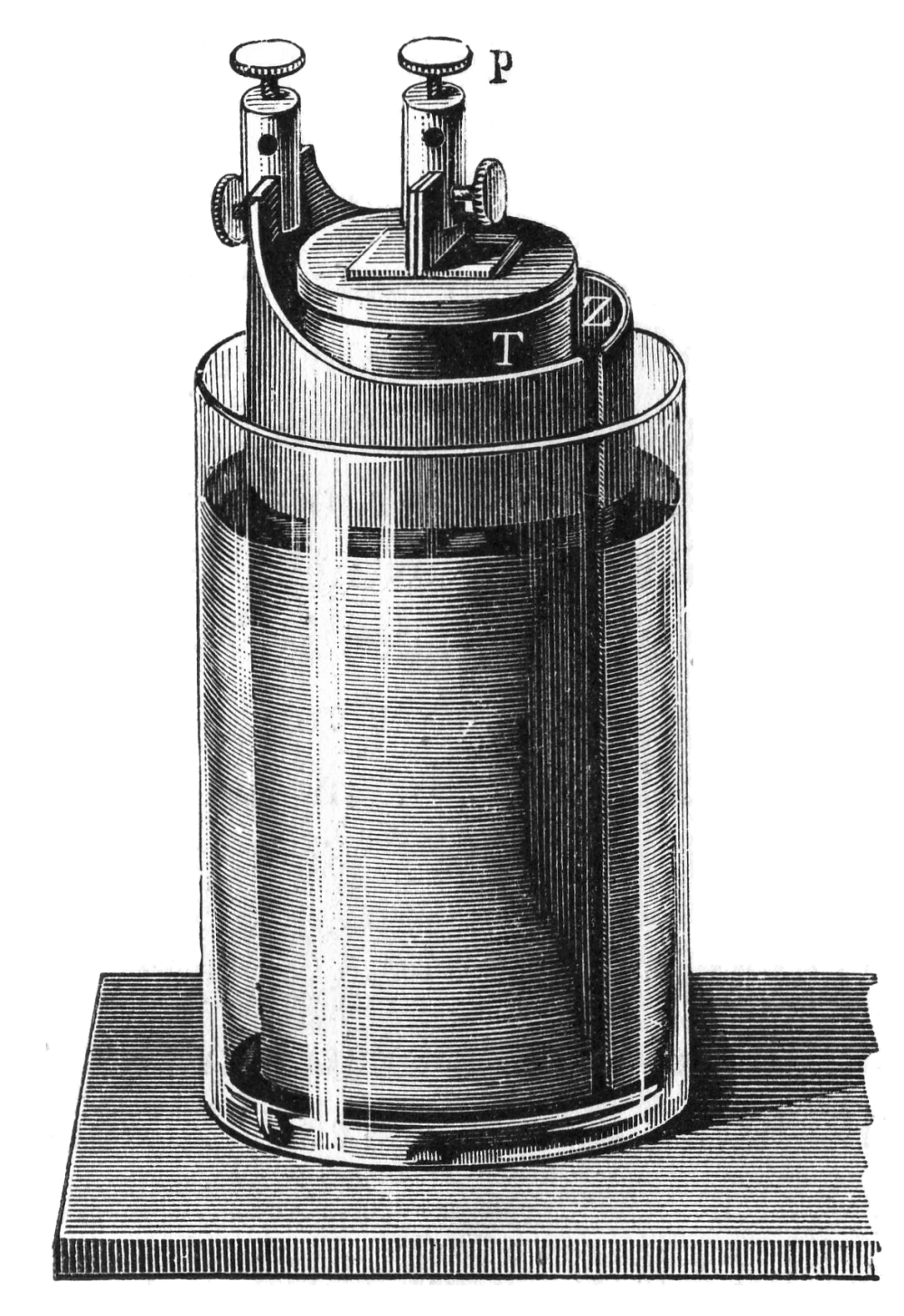
Pile Grove (1897)

La pile Grove est une pile électrique du nom de son inventeur, le chimiste William Grove. Elle consistait en une anode de zinc dans de l'acide sulfurique diluée, et une cathode de platine dans de l'acide nitrique concentré. Les deux liquides étaient séparés par un pot en céramique poreuse.
L'invention de la pile Grove a fait l'objet d'un mémoire intitulé : « Pile voltaïque d'une grande énergie électro-chimique; par M. W. Grove », présenté pour la première fois à l'Académie des Sciences de Paris par Henri Becquerel, le 1er janvier 1839.

## Détails
La tension électrique de pile Grove est 1,9 volt et provient de la réaction suivante :
Zn + H2SO4 + 2HNO3 →  ZnSO4 + 2 H2O + 2 NO2 ↑

## Utilisation
- La pile Grove était la source d'énergie privilégiée du télégraphe système américain au début de la période 1840-1860 parce qu'elle offrait une sortie de courant électrique élevée et une tension supérieure à la pile Daniell (respectivement 1,9 et 1,1 volt).

- Le 8 août 1839, le physicien russe d'origine prussienne Moritz von Jacobi a utilisé à Saint-Pétersbourg sur la Néva, une batterie composée de 64 piles Grove, en faisant naviguer contre le courant un bateau propulsé par 40 moteurs électriques de 700 W de son invention avec 14 passagers à bord pendant 7 heures à une vitesse d'environ 4,2 km/h. Sa batterie était particulièrement puissante mais onéreuse car elle a nécessité 3 m2 de surface de platine.

## Inconvénients
La pile Grove entraînait le dégagement de fumées toxiques de dioxyde d'azote (NO2) par réaction redox qui sont dangereuses pour la santé.

## Sources
- Stillman, Benjamin (1861). Principles of Physics. Theodore Bliss. p. 578.
- Ayrton, W.E. (1911). Practical Electricity. Cassell et Cie. p. 183–185.